# نينا أليشينا
كانت نينا أليكساندروفنا أليشينا (17 يوليو 1924- 17 نوفمبر 2012) مهندسة معمارية روسية ورئيسة قسم التصميم بمتروغيبروترانس لمشروع مترو موسكو لمدة عقد. تسع عشرة محطة من محطات مترو الأنفاق كانت مشاريع شاركت فيها أو أدارتها. كُرمت بالعديد من الجوائز في خلال حياتها المهنية، بما في ذلك تعيينها عام 1985 المهندس الفخري لجمهورية روسيا الاتحادية الاشتراكية السوفييتية.

## نشأتها
وُلدت نينا أليكساندروفنا في 17 يوليو 1924 بموسكو في جمهورية روسيا الاتحادية الاشتراكية السوفييتية في الاتحاد السوفييتي. كانت حفيدة قُمُّص كنيسة قيامة المسيح في تاريوسا، نيكولاي أوسبينسكي، وزوجته ناديجدا دانيلوفا ياخونتوفا، اللذين صار أبناؤهما مفكرين وموسيقيين. تخرجت من مدرسة الموسيقى في نفس عام الغزو الألماني لروسيا. درست البيانو، قبل أن تدرس الهندسة المعمارية، في معهد موسكو المعماري تحت إشراف بوريس ميزينتسيف، وتخرجت عام 1950.

## حياتها المهنية
بدأت أليشينا حياتها المهنية في ورشة أليكسي دوشكين، حيث عملت على رسومات لتجديد محطة نوفوسلوبودسكايا، والتي أُتمّت قبل سنوات. ركزت على معالجات الجدران والأبراج، بينما عمل زوجها، الفنان نيكولاي أليشين، في المنزل على رسم صور للزجاج المعشق. صممت دهليز المحطة، والذي يقود إلى ردهتين. كان ذلك أول عشرين مشروع شاركت فيها في نظام مترو أنفاق موسكو.
في نهاية عصر خروتشوف، توقفت أليشينا تقريبًا عن العمل في المترو، لكنها غيرت رأيها. من 1981 حتى 1991، شغلت أليشينا منصب كبير معماريي مؤسسة متروغيبوترانس. كان الأمر صعبًا، إذ كانت تشغل منصب رئيس قسم التصميم لنظام المترو بأكمله، بينما ما تزال تكمل تصميماتها الخاصة. كانت أليشينا تزور مواقع البناء يوميًا لتحافظ على أن يعمل المهندسون المعماريون والبناؤون معًا، وكانت تتمتع بسمعة طيبة باعتبارها شخصًا يتوخى الكمال، وكانت تحظى كذلك باحترام كبير لدى المهندسين ورؤساء العمال اللذين عملت معهم.
في مسيرتها المهنية اللاحقة، كتبت أليشينا تاريخًا وثقت فيه تفاصيل التصميم والميزات الفريدة لكل محطة في نظام مترو الأنفاق للجنة التراث في موسكو.

## وفاتها والاعتراف بها
توفيت أليشينا بموسكو في 17 نوفمبر 2012 ودُفنت في مقبرة فيديينسكي بجوار زوجها وابنتها. بالإضافة إلى الجوائز التي تعترف بأعمالها، كُرمت برتبة فارس وسام شارة الشرف وحصلت على وسام «بسالة العمل».

## مشاريعها
بدأ مشروع محطة مترو موسكو في 1931، ومُنح التحدي للمصممين لتخطيط المساحات التي تغلبت على شعور كون المرء تحت الأرض وتمكنت بدلًا من ذلك من توفير مساحة وظيفية وقادرة على نقل القطارات والأشخاص بكفاءة، وهي سارة من الناحية الجمالية كذلك. في البداية، كانت المواد الطبيعية هي السائدة، ولكن بعد عام 1958، تحولت متروغيبروترانس إلى استخدام الخرسانة والطلاء والبلاط. في الفترة المبكرة، كانت معظم مداخل الردهة من خلال مبانٍ أكبر، ولكن في حركة التقشف في الخمسينيات، أُجري تغيير إلى بُنى أصغر. طوال الستينيات، سيطرت البنى النفعية الجاهزة، لكن زاد حجمها مع فجر السبعينيات. كان تصميم العمود السطحي، والملقب «بالحريش» بسبب أسقفه ذات العوارض المضلعة عبر قاعة مركزية بها صفان من الأعمدة، أسلوب التصميم النموذجي لمعظم المحطات. على الرغم من أن أليشينا غيرت أشكال الأعمدة والمعالجات الزخرفية في المحطات التي صممتها، كان من الصعب جعل كل محطة أصلية، ذلك أن سقفًا مضلعًا طوله 150 مترًا كان دائمًا أول ما يجذب أنظار الركاب حالما يهبطوا إلى مدخل المنصة. 

### مشاريع الخمسينيات والستينيات
في 1962، كانت محطة لينينسكي بروسبيكت تعاونًا بين أليشينا وكبير المعماريين أليكسندر ستريلكوف ويوري فدوفين وفالنتينا بوليكاربوفا وآنا ماروفا. كان التصميم بسيطًا، ويضم جناحًا فوق الأرض مصنوعًا بالكامل من الزجاج، ومظللًا بحافة عريضة يعلوها نقش شبكي من خرسانة مزينة. عند النزول إلى المصعد العميق المغطى، استخدم التصميم تقنية الدرجات المتداخلة بدلًا من قبو أسطواني يتماشى مع تصميم درجات منطقة المنصة. كانت الأعمدة، التي تتسع كلما ارتفعت، تحيط بالردهة. كانت الأعمدة المربعة مغطاة برخام فاتح اللون، وكانت أضيق من الجوانب الممتدة على طول القاعة من الجوانب العريضة التي تواجه المنصات. كانت الأرضية مكونة من الغرانيت الرمادي والبني ذي الشكل غير المنتظم عمدًا. 
في 1962، كانت محطة أوكتيابراسكايا، والمعروفة أيضًا باسم محطة «أكتوبر» مشروعًا مشتركًا آخر من تصميم أليشينا وستريلكوف وفدوفين. كان التصميم انعكاسًا للحداثة السوفييتية في الستينيات. تميزت المحطة بمظلة عريضة مائلة فوق المدخل الزجاجي. قُسمت الواجهة الأمامية إلى منطقة زجاجية وشبكة من الطوب المكشوف بفتحات رأسية وأفقية متناوبة. كانت أعمدة قاعة المنصة، المنحدرة والواسعة بالقرب من القمة، مبطنة بالرخام فاتح اللون. ومُدت فوق العوارض أفاريز، حيث رُكبت تجهيزات الإضاءة. بطنت الجدران المكسوة ببلاط أسود وأبيض اللون المسار وبُلطت الأرضيات بالجرانيت الرمادي والأحمر.
في 1962، جمعت محطة بروفسويوزنايا، والمعروفة أيضًا باسم محطة «نقابة العمال»، أليشينا ونيكولاي آي. ديمشينسكي في المشروع. لم تُبنَ ردهة فوق الأرض. كان النزول إما من شارع بروفسويوزنايا أو من جادة ناخيموفسكي بروسبيكت. كانت هيكلًا جاهزًا بُني وفقًا لمخطط تصميم قياسي. تضم الردهة أربعين عمودًا واجهاتها من رخام مموج بالأزرق الرمادي. صُنعت جدران المنصة على طول المسارات من بلاط خزفي أبيض مزجج مُد بصورة قطرية فوق قاعدة سوداء من البلاط الأفقي.
في 1966، كانت محطة ريازانسكي بروسبيكت تعاونًا بين أليشينا ويوري فدوفين، والتي كانت لها ردهتان على جادة ريازان. لم تكن سابقة الصب على المواصفات القياسية، بل كانت إصدارًا أضيق من المحطة النموذجية. أحاطت بالمدخل أعمدة مربعة مبطنة بالرخام الأزرق الرمادي من أوفالي. كان حول كل عمود «حصيرة» من رخام أحمر، لكن بقية الأرضية رُصفت بالغرانيت الرمادي. كانت جدران المسار مغطاة ببلاط خزفي أبيض فوق قاعدة سوداء ومتوجة بزخرفة حمراء تعكس نمطًا نموذجيًا مستخدمًا على المفارش أو الأعمال المنسوجة من منطقة ريازان.